# Христос і святий Тома (Верроккіо)
«Христос і святий Тома» або «Невіра святого Томи» (італ. Incredulità di san Tommaso) — скульптурна група роботи італійського скульптора Андреа дель Верроккіо. Створена у період між 1467 і 1483 роками. Первісно знаходилась у ніші церкви Орсанмікеле у Флоренції (замінена на копію), нині оригінал зберігається у музеї Орсанмікеле.

## Опис
Верроккіо у цьому творі дав сміливе монументальне рішення: Ісус Христос представлений у центрі ніші, фігура Томи, порушуючи традиції, виходить за її межі, причому досягнута органічна цілісність компанування фігур. Одяг лягає, підкреслюючи будову і рух тіла, драпірування торкаються, візуально об'єднуючи фігури.
Тома, який не вірив у воскресіння Христа, наблизився до нього, майже доторкнувшись до його рани, Христос підніймає руку у жесті благословення над головою апостола, а він здається увірував у цей момент диво. Від цієї демократичної лінії у пластиці, розрахованій на широкий широкий громадський резонанс, Верроккіо відходить у скульптурі приватного призначення.